# Tân Hòa Tây
Tân Hòa Tây là một xã thuộc huyện Tân Phước, tỉnh Tiền Giang, Việt Nam.

## Địa lý

### Tiếp giáp
Địa giới hành chính xã Tân Hòa Tây:
Xã Tân Hòa Tây là một xã nằm trong vùng Đồng Tháp Mười của huyện Tân Phước, tỉnh Tiền Giang. Cách trung tâm huyện Tân Phước 5 km về phía tây.
- Phía đông giáp thị trấn Mỹ Phước
- Phía tây giáp xã Phú Cường, huyện Cai Lậy
- Phía nam giáp xã Mỹ Hạnh Đông, thị xã Cai Lậy
- Phía bắc giáp các xã Thạnh Tân, Thạnh Hoà.

### Tự nhiên
Các sông, kênh, rạch trên địa bàn xã: Kênh 1, Kênh 2, Kênh 3, Kênh 4, Kênh 21, Kênh 250, Kênh 500, Kênh 1000, kênh Bao Tràm, kênh Cái Đôi, kênh Cặp Rằn Núi, kênh Cống Bà Rãnh, kênh Đời Sống, kênh Hai Hạt, Kênh Mới, kênh Nguyễn Văn Tiếp, kênh Ranh - Phú Cường, kênh Trương Văn Sanh, Kênh Tây.

### Tài nguyên khoáng sản
Về tài nguyên khoáng sản thì xã có than bùn.

## Hành chính
Xã Tân Hòa Tây có 33,52 km² (3.352,21 hécta) diện tích tự nhiên và dân số năm 2013 là 4.257 người.
Hiện nay, dân số là 4.506 người, số hộ gia đình 1.117 hộ. Dân cư khi mới thành lập xã đa phần là từ các nơi đến lập nghiệp.
Xã Tân Hòa Tây được chia thành 4 ấp: Tân Hưng Đông, Tân Hưng Tây, Tân Hưng Phú, Tân Hưng Phước.

## Lịch sử
Nghị định 68-CP ngày 11 tháng 7 năm 1994 về việc thành lập xã Tân Hòa Tây thuộc huyện Tân Phước thuộc tỉnh Tiền Giang.